# Ковас, Мариу
Мариу Ковас (порт. Mário Covas; 21 апреля 1930, Сантус, штат Сан-Паулу — 6 марта 2001, Сан-Паулу) — бразильский политик. Мэр города Сан-Паулу 1983—1985 годах.
Мариу Ковас учился инженерным наукам в Политехнической школе Университета Сан-Паулу. Политикой начал заниматься в родном городе Сантус.
Ковас избирался мэром города Сан-Паулу (1983—1985), федеральным сенатором и дважды губернатором штата Сан-Паулу (1994—1998 и 1998—2001). Он был основателем и членом PMDB (Партии бразильского демократического движения) и позже PSDB (Партию бразильской социальной демократии). В 1989 году он был кандидатом в президенты от PSDB и получил 11 % голосов. Во втором туре он и вся его партия поддержали Луиса Инасиу Лулу да Силву. Во главе штата Ковас провёл масштабную программу приватизации.
Ковас оставил должность губернатора 22 января 2001 года из-за состояния здоровья — у него был найден рак мочевого пузыря — и скончался в марте того же года.